# آقا آشورف
آقا آشورف (ترکی آذربایجانی: Ağa Aşurov) دولت‌مرد آذربایجانی بود، که در سال‌های مختلف وزارتخانه‌های صنعت و تجارت و نیز پست و تلگراف جمهوری دمکراتیک آذربایجان را به عهده داشت. در عین حال، او نماینده مجلس همان جمهوری بود.

## زندگی‌نامه
آقا آشورف در سال ۱۸۸۶، در شهر باکو در امپراتوری روسیه چشم به دنیا گشود. پس از آنکه تحصیلات دبیرستانی خود به پایان رساند، وارد رشته مهندسی فناوری یکی از دانشگاه‌های کشور آلمان شد. بعد از بازگشت به باکو در فرمانداری باکو شروع به کار نمود. در سال ۱۹۰۸، اجرای پروژه نیروگاه برق جدیدی در باکو به ریاست او تحقق پیدا کرد. افزون بر این، در همان سال در ساخت و ساز آبراهه «شولار» از شهرستان خاچماز تا باکو حضور یافت. در ضمن، اشورف عضو هیئت مدیره نشریه «نشر معارف» بود.

## کارنامه سیاسی
آقا آشورف که در اوایل دهه ۱۹۰۰ نماینده «دومای شهر باکو»، و «کمیته اجرایی شورای ملی اسلامی» انتخاب شده بود، به‌طور مداوم در کنگره‌های مسلمانان قفقاز در باکو شرکت می‌کرد. همزمان با وقوع وقایع مارس به دست ارامنه عضو فدراسیون انقلابی ارمنی و بلشویکها در ۳۱ مارس سال ۱۹۱۸، عضو کمیته نمایندگان مسلمان که رایزنی‌هایی برای دست یابی به توافق صلح با کمیته دفاع انقلابی، شورای ملی ارامنه و حبیب‌الله خان، سرکنسول ایران در آذربایجان، انجام می‌داد، بود.
در پی تأسیس جمهوری دمکراتیک آذربایجان، آشورف به عضویت حزب مساوات درآمده و بعداً به مجلس ملی راه یافت. در ۱۷ ژوئن سال ۱۹۱۸، در کابینه دوم به عنوان وزیر صنعت و تجارت منصوب شد. پس از اصلاحات ساختاری در کابینه در ۶ اکتبر ۱۹۱۸، آشورف به سکانداری وزارت پست و تلگراف جمهوری دمکراتیک آذربایجان رسید. در ۲۶ دسامبر ۱۹۱۸، زمانی که کابینه سوم تشکیل شد، اصلان‌بیگ صفی‌کردسکی او را در این سمت عوض کرد.
در آستانه اشغال آذربایجان توسط ارتش سرخ، آشورف تنها دولت مردی بود، که علیه واگذاری مسالمت آمیز آذربایجان به بلشویک‌ها رای مخالف داد. به همین دلیل بود، که حکم جلب و بازداشتش از سوی بلشویک‌ها صادر شد. از اینکه نتوانست به ترکیه مهاجرت کند، برای گریز از سرکوب به روستوف فرار کرده و در سال ۱۹۳۶ در آنجا درگذشت.